# Али Лютфи, Махмуд
Махмуд Али Лютфи (араб. على لطفي محمود‎; 6 октября 1935, Эль-Файюм — 27 мая 2018, Каир) — египетский экономист , политический и государственный деятель, занимавший пост премьер-министра Египта (1985—1986), министр финансов Египта (1978—1980). педагог, доктор наук (1963), профессор экономики.
Окончил экономический факультет Университета Айн-Шамс в Каире. После получения докторской степени в Лозанне (1963), прошёл процесс хабилитации и работал преподавателем в университете. Затем в 1978—1980 годах занимал пост министра финансов Египта.
Член Национально-демократической партии Египта.
Был членом египетской делегации, сопровождавшей Садата при подписании Кэмп-Дэвидских соглашений 1978 года с Израилем.
С 4 сентября 1985 по 9 ноября 1986 года — премьер-министр Египта, сменив на этом посту Камаля Хасана Али. 
Поскольку ему не удалось стабилизировать экономику страны, в ноябре 1986 года ушёл в отставку, его сменил Атеф Седки.
Покинув пост премьер-министра, был назначен главой Совета шуры Сената Египта, верхней палаты египетского парламента. Люффи также возглавлял комиссию страны, отвечающую за лицензирование политических партий.
Работал профессором, затем заведующим кафедрой экономики в каирском государственном Университете Айн-Шамс.
В 1992 году был удостоен престижной государственной премии в области социальных наук.